# FIFA-Rat
Der FIFA-Rat (bis 2016 FIFA-Exekutivkomitee) ist eine Institution der FIFA. Das 37-köpfige Gremium ist das höchste Entscheidungsorgan des internationalen Fußballs.

## Zusammensetzung und Aufgaben
Das FIFA-Exekutivkomitee umfasste von 2013 bis 2016 (Art. 30 FIFA-Statuten) 25 Mitglieder:
- 1 Präsident (gewählt durch den FIFA-Kongress)
- 8 Vizepräsidenten und 15 weitere Mitglieder (gewählt durch den Kongress der jeweiligen Konföderation und eingesetzt durch den FIFA-Kongress)
- 1 weibliches Mitglied (gewählt durch den FIFA-Kongress)

Die Amtsdauer der Mitglieder des Exekutivkomitees betrug vier Jahre. Sie begann nach der Einsetzung durch den Kongress. Ein eingesetztes Mitglied des Exekutivkomitees konnte nur durch den FIFA-Kongress oder den Kongress der jeweiligen Konföderation aus dem Amt entfernt werden. Der FIFA-Kongress hatte außerdem die Möglichkeit kooptierte Mitglieder ohne Stimmrecht hinzuzuwählen.
Den Konföderationen standen folgende 25 Sitze zu:
- CONMEBOL: Vizepräsident (1) Mitglieder (2)
- AFC: Vizepräsident (1) Mitglieder (3)
- UEFA: Vizepräsidenten (3) Mitglieder (5)
- CAF: Vizepräsident (1) Mitglieder (3)
- CONCACAF: Vizepräsident (1) Mitglieder (2)
- OFC Vizepräsident: (1) Mitglieder (–)

Das Exekutivkomitee traf sich mindestens zweimal im Jahr. Es bestimmte die Spielorte und -termine und legte die Formate der von der FIFA durchgeführten Wettbewerbe fest. Das Komitee ernannte die Vorsitzenden, Vizevorsitzenden sowie die Mitglieder aller ständigen Kommissionen mit Ausnahme der Audit- und Compliance-Kommission, die vom FIFA-Kongress gewählt wurden, und die Delegierten der FIFA für das International Football Association Board. Außerdem ernannte und entließ es den Generalsekretär. Der Präsident hatte hierbei das alleinige Vorschlagsrecht.

## Mitglieder
Stand: 2025
| FIFA-Rat                                 | FIFA-Rat                                                                | FIFA-Rat                   | FIFA-Rat                                | FIFA-Rat                     | FIFA-Rat                |
| Präsident                                | Präsident                                                               | Präsident                  | Präsident                               | Präsident                    | Präsident               |
| ---------------------------------------- | ----------------------------------------------------------------------- | -------------------------- | --------------------------------------- | ---------------------------- | ----------------------- |
| Gianni Infantino Schweiz/ Italien        |                                                                         |                            |                                         |                              |                         |
| Vizepräsident                            |                                                                         |                            |                                         |                              |                         |
| AFC                                      | UEFA                                                                    | CAF                        | CONCACAF                                | CONMEBOL                     | OFC                     |
| Salman bin Ibrahim Al Chalifa Bahrain    | Aleksander Čeferin Slowenien Sándor Csányi Ungarn Debbie Hewitt England | Patrice Motsepe Südafrika  | Victor Montagliani Kanada               | Alejandro Domínguez Paraguay | Lambert Maltock Vanuatu |
| Mitglieder                               |                                                                         |                            |                                         |                              |                         |
| AFC                                      | UEFA                                                                    | CAF                        | CONCACAF                                | CONMEBOL                     | OFC                     |
| Hamad bin Chalifa Al Thani Katar         | Evelina Christillin Italien                                             | Hany Abo Rida Ägypten      | Sonia Bien-Aime Turks- und Caicosinseln | Ramón Jesurún Kolumbien      | Rajesh Patel Fidschi    |
| Yasser Al Misehal Saudi-Arabien          | Bernd Neuendorf Deutschland                                             | Fouzi Lekjaa Marokko       | Rodolfo Villalobos Costa Rica           | Maria Sol Muñoz Ecuador      | Johanna Wood Neuseeland |
| Mariano Araneta Philippinen              | Giorgos Koumas Zypern                                                   | Mamoutou Touré Mali        | Cindy Parlow Cone Vereinigte Staaten    | Ednaldo Rodrigues Brasilien  |                         |
| Kanya Keomany Laos                       | Fernando Gomes Portugal                                                 | Amaju Pinnick Nigeria      | Randy Harris Barbados                   | Ignacio Alonso Uruguay       |                         |
| Haji Hamidin Bin Haji Mohd Amin Malaysia | Dejan Savićević Montenegro                                              | Mathurin de Chacus Benin   |                                         |                              |                         |
| Kōzō Tashima Japan                       | Răzvan Burleanu Rumänien                                                | Isha Johansen Sierra Leone |                                         |                              |                         |
| Generalsekretär                          |                                                                         |                            |                                         |                              |                         |
| Mattias Grafström Schweden               |                                                                         |                            |                                         |                              |                         |

## Geschichte

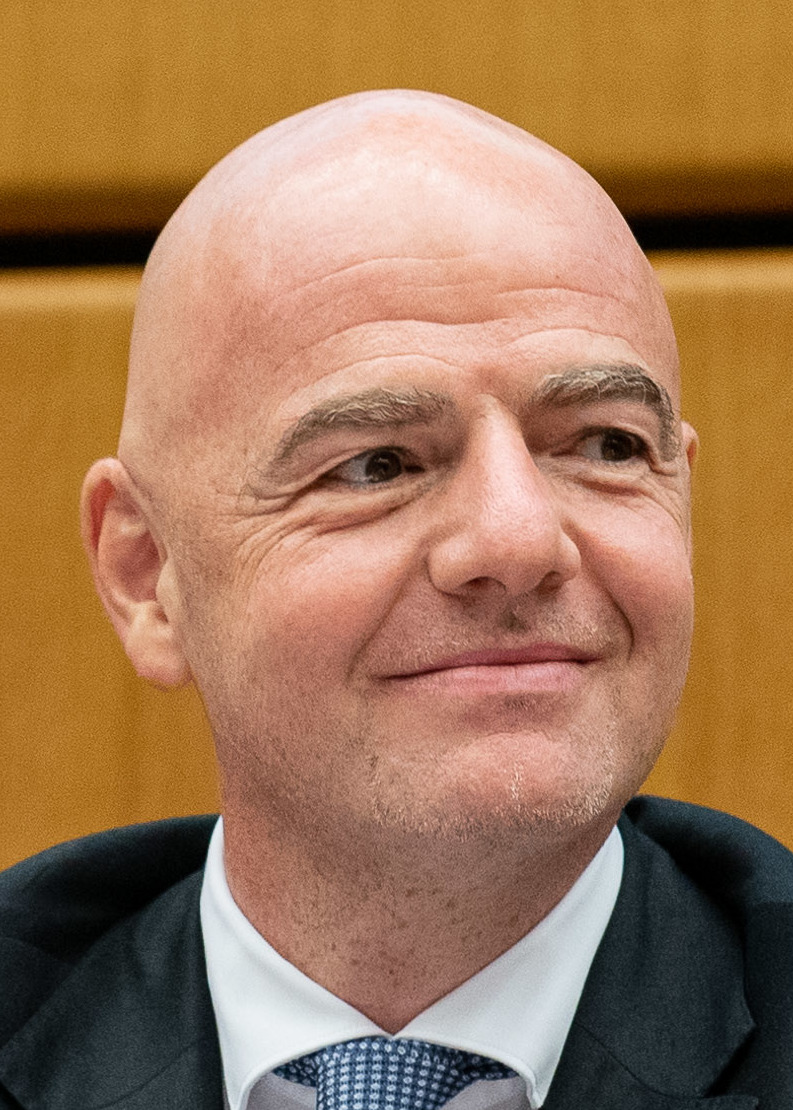
Präsident Gianni Infantino (2020)

Die Exekutivmitglieder waren 2010 durchschnittlich seit zehn Jahren im Amt. Im Mai 2012 wurde am 62. FIFA-Kongress Lydia Nsekera, Präsidentin des nationalen Fußballverbandes von Burundi, als erste Frau in das Exekutivkomitee gewählt.
Seit 2011 gab es dreizehn Wechsel im FIFA-Exekutivkomitee. Franz Beckenbauer (Deutschland) und Junji Ogura (Japan) verzichteten 2011 auf eine Wiederwahl. Geoff Thompson (England) und Chung Mong-joon (Südkorea) wurden im gleichen Jahr nicht mehr für das FIFA-Exekutivkomitee nominiert. Seniorvizepräsident Julio Grondona verstarb im 2014 im Amt, nachdem er 26 Jahre lang dem Komitee angehörte.
Acht Rücktritte standen in einem Zusammenhang mit Korruptionsvorwürfen:
- Im Oktober 2010 wurden die beiden Mitglieder des FIFA-Exekutivkomitees Reynald Temarii (Tahiti) und Amos Adamu (Nigeria) von der FIFA wegen Korruptionsverdachts vorläufig suspendiert.[6] Laut einem Bericht der Sunday Times waren sie bereit, ihre Stimmen bei der Vergabe der Fußball-Weltmeisterschaften 2018 und 2022 zu verkaufen. Im November 2010 wurde Temarii für ein Jahr und Adamu für drei Jahre von der FIFA von allen Aktivitäten im Fußball ausgeschlossen. Einsprüche gegen die Sperren wurden von der FIFA-Berufungskommission im Februar 2011 abgelehnt.
- Im Mai 2011 wurden Mohamed bin Hammam (Katar) und Jack Austin Warner (Trinidad und Tobago) wegen Korruptionsverdachts vorläufig suspendiert. Bin Hammam wurde 2012 wegen Stimmenkaufs vor der Präsidentenwahl 2011 von der FIFA-Ethikkommission auf Lebzeiten von allen Aktivitäten im Fußball ausgeschlossen. Jack Warner trat aufgrund der gegen ihn erhobenen Vorwürfe auf eigenen Wunsch im Juni 2011 von allen internationalen Ämtern zurück.
- Ricardo Teixeira musste im März 2012 unter großem öffentlichen Druck wegen zahlreichen Korruptionsvorwürfen seinen Rücktritt aus dem FIFA-Exekutivkomitee erklären. Er hatte zusammen mit seinem ehemaligen Schwiegervater und dem langjährigen Fifa-Präsidenten João Havelange (Brasilien) rund 22 Millionen CHF Schmiergelder von der ISL erhalten. Er entging sowohl einer strafrechtlichen Verurteilung wie auch der Sperre durch die FIFA-Ethikkommission.[7]
- Chuck Blazer verzichtete im April 2013 nach Korruptionsvorwürfen auf eine erneute Wiederwahl. Vor Ablauf seiner vierten Amtsdauer Ende Mai 2013 wurde er durch die FIFA-Ethikkommission aufgrund einer laufenden Untersuchung für 90 Tage für jegliche Tätigkeiten im nationalen und internationalen Fußball gesperrt.[8]
- Manilal Fernando wurde im April 2013 wegen mehrerer Verstöße gegen das FIFA-Ethikreglement für acht Jahre für jegliche nationale und internationale Tätigkeit im Fußball von der FIFA-Ethikkommission gesperrt.[9]
- Nicolás Leoz erklärte im April 2013 seinen Rücktritt als Mitglied des FIFA-Exekutivkomitees und als Präsident der CONMEBOL. Er machte dafür persönliche und gesundheitliche Gründe geltend. Laut der Bestechungsliste der ISL wurden ihm zwischen 1997 und 2000 ungefähr eine Million CHF Schmiergeld bezahlt. Mit seinem Rücktritt kam er einer Sperre durch die FIFA-Ethikkommission zuvor.[7]

2016 wurde das FIFA-Exekutivkomitee durch den FIFA-Rat ersetzt. Dieser umfasst 37 Mitglieder und setzt sich aus
1. dem Präsidenten
2. 8 Vizepräsidenten
3. 28 einfachen Mitgliedern

zusammen.
Der Präsident des FIFA-Rats ist seit Februar 2016 der schweizerisch-italienische Funktionär Gianni Infantino.